# Shane Ryan
Shane Ryan, né le 27 janvier 1994 à Drexel Hill aux États-Unis, est un nageur américano-irlandais spécialiste du dos qui concourt pour l’Irlande.

## Palmarès

### Championnats du monde

#### Petit bassin
- Championnats du monde 2024 à Budapest :
  -  Médaille de bronze du 50 m dos.